# Basic Books
Basic Books — наукове видавництво, засноване в 1952 в Нью-Йорку. Через деякий час увійшло до складу HarperCollins.
У 1997 викуплено Perseus Books Group, підрозділом Hachette, і з того часу є його імпринтом.

## Напрями
Видавництво займається публікацією робіт за такими напрямами:
- Психологія
- Філософія
- Економіка
- Природничі науки
- Політика
- Соціологія
- Історія

## Основні автори
- Ірвінг Крістол
- Роберт Нозик
- Сеймур Паперт
- Говард Гарднер
- Ірвін Ялом
- Лестер Туроу
- Дуглас Хофштадтер
- Айріс Чан
- Ернст Майр
- Саманта Пауер
- Річард Фейнман
- Френк Вільчек